# 唐守贊
唐守贊（？－1875年）為中國清朝武官官員。唐守贊於1872年（同治11年）接任台灣水師協，之後於1874年（同治13年）奉旨接替謝復雲，於台灣地區[擔任台灣北路協副將。而隸屬台灣鎮之下的此官職是台灣清治時期中的這階段，台南以北之台灣中南部及北部的駐地最高武官將領。翌年，卒於任。